# Colledara
Colledara község (comune) Olaszország Abruzzo régiójában, Teramo megyében.

## Fekvése
A megye délnyugati részén fekszik. Határai: Basciano, Castel Castagna, Isola del Gran Sasso d’Italia, Montorio al Vomano és Tossicia.

## Története
Első említése a századból származik. Önálló községgé a 19. század elején vált, amikor a Nápolyi Királyságban felszámolták a feudalizmust. 
Alapítására vonatkozóan nincsenek pontos adatok. Valószínűleg a középkorban alapították. Évszázadokik nemesi birtok volt, majd a 19. század elején, amikor a Nápolyi Királyságban felszámolták a feudalizmust, előbb – a mára már megszűnt – Castiglione della Valle község része lett, amelytől 1929-ben vált le, elnyerve önállóságát.

## Népessége
A népesség számának alakulása:

## Főbb látnivalói
- Santa Lucia-templom
- San Paolo-templom
- San Michele Arcangelo-templom